# Maui-akepa
De Maui-akepa (Loxops ochraceus) is een zangvogel uit de familie Fringillidae (vinkachtigen). De vogel werd in 1893 door Lionel Walter Rothschild geldig beschreven. Het is een uitgestorven vogelsoort in Hawaï. 

## Kenmerken
De vogel is 10 cm lang en lijkt sterk op de Hawaii-akepa die nog steeds voorkomt op het eiland Hawaï. De soort werd ook wel beschouwd als een ondersoort.

## Verspreiding en leefgebied
Deze soort was endemisch op het Hawaiiaanse eiland Maui. Het leefgebied was ongerept, inheems bos, dat zich alleen nog op 1500 meter boven zeeniveau bevindt.

## Status
Deze vogelsoort is uitgestorven. De laatste goed gedocumenteerd waarneming dateerde uit 1988. Daarna zijn wat onbevestigde waarnemingen gepubliceerd. Een eventuele populatie werd in 2018 door BirdLife International geschat op minder dan 50 volwassen individuen. Op grond van een serie onderzoeken die in 2017 zijn samengevat, besloot BirdLife dat de vogel feitelijk is uitgestorven. Als zodanig is de soort in 2024 op de Rode Lijst van de IUCN gezet.Oorzaak van deze verdwijning is habitatverlies en de introductie van uitheemse diersoorten en ziekten. 